# Argañoso
Argañoso es una localidad española, perteneciente al municipio de Santa Colomba de Somoza, en la provincia de León y la comarca de Maragatería, en la Comunidad Autónoma de Castilla y León.
Situado a la sobre el río Argañoso, afluente del río Tuerto.
Los terrenos de Argañoso limitan con los de Fonfría al noroeste, La Maluenga y Rabanal Viejo al sur, y Viforcos al este.